# Municipio de Jefferson (condado de Grundy)
El municipio de Jefferson (en inglés, Jefferson Township) es un municipio del condado de Grundy, Misuri, Estados Unidos. Tiene una población estimada, a mediados de 2021, de 468 habitantes.
Abarca una zona exclusivamente rural.

## Geografía
Está ubicado en las coordenadas 39°59′38″N 93°41′11″O / 39.99389, -93.68639. Según la Oficina del Censo de los Estados Unidos, tiene una superficie total de 94.15 km², de la cual 94.11 km² corresponden a tierra firme y 0.04 km² son agua.

## Demografía
Según el censo de 2020, en ese momento había 482 personas residiendo en la zona. La densidad de población era de 5.12 hab./km². El 94.81 % de los habitantes eran blancos, el 0.83 % eran amerindios, el 0.41 % eran asiáticos, el 0.41 % eran de otras razas y el 3.53 % eran de una mezcla de razas. Del total de la población, el 1.87 % eran hispanos o latinos de cualquier raza.